# Ovis
Ovis sau oaia, este un gen de mamifere rumegătoare mici din grupa Caprinae. Ea cuprinde oaia domestică (Ovis orientalis) și oaia sălbatică care se subîmparte în două varietăți: muflonul din vestul Americii și urialul sau oaia sălbatică de stepă.

## Caractere morfologice
Ca mărime oile pot atinge o lungime între 1,2 și 1,8 m, o înălțime la greabăn între 65 – 125 cm și greutatea de la 20 până la 200 kilograme. Culoarea lânii poate fi albă, brună până la neagră. Ambele sexe au coarne, la masculi sunt mult mai bine dezvoltate, au formă spiralată putând atinge lungimea de peste 1 m. Oaia spre deosebire de capră nu are bărbiță.

## Mod de răspândire
Oile sălbatice, din care provin oile domestice se mai pot întâlni azi în vestul, centru și nord-estul Asiei ca și vestul Americii de Nord. În Europa sunt periclitate de dispariție, în prezent mai trăiesc ca. 3000 de exemplare în peninsula Balcanică.

## Mod de viață
Oile sunt active în timpul zilei, ele fiind erbivore rumegătoare. Femelele trăiesc în grupuri cu animalele tinere, masculii trăiesc izolat sau în grupuri mici de masculi. Ei caută femelele numai toamna, în perioada de împerechere, când au loc între ei lupte pentru femele. Perioada de gestație la oaie durează între 5 și 6 luni, o femelă poate naște între 1 și 4 miei.